# 2001 في بلغاريا
فيما يلي قوائم الأحداث التي وقعت خلال عام 2001 في بلغاريا.

## سياسة

### تعيين في المنصب
- 24 يوليو – سيميون الثاني ملك بلغاريا رئيس وزراء بلغاريا [الإنجليزية]‏.

## رياضة
- 27 مايو – الدوري البلغاري الممتاز 2000-01 الفائز ليفسكي صوفيا.

## وفيات

### يونيو
- 23 يونيو – بانتيلي ديميتروف (مواليد 1940) لاعب كرة قدم بلغاري.